# Volodímir Startxik
Volodímir Startxik (en ucraïnès Володимир Старчик; 13 d'abril de 1980) és un ciclista ucraïnès, professional del 2007 al 2013. Del seu palmarès destaca el Campionat nacional en ruta de 2009.

## Palmarès
- 2001
  - 1r al Coppa Collecchio
- 2002
  - Vencedor d'una etapa al Giro de les Regions
- 2003
  - Vencedor d'una etapa a la Volta a la Comunitat de Madrid
- 2008
  - Vencedor d'una etapa a la Volta a Bulgària
- 2009
  -  Campió d'Ucraïna en ruta
  - 1r al Univest Grand Prix i vencedor d'una etapa